# Dorfkirche Lohmen (Sachsen)

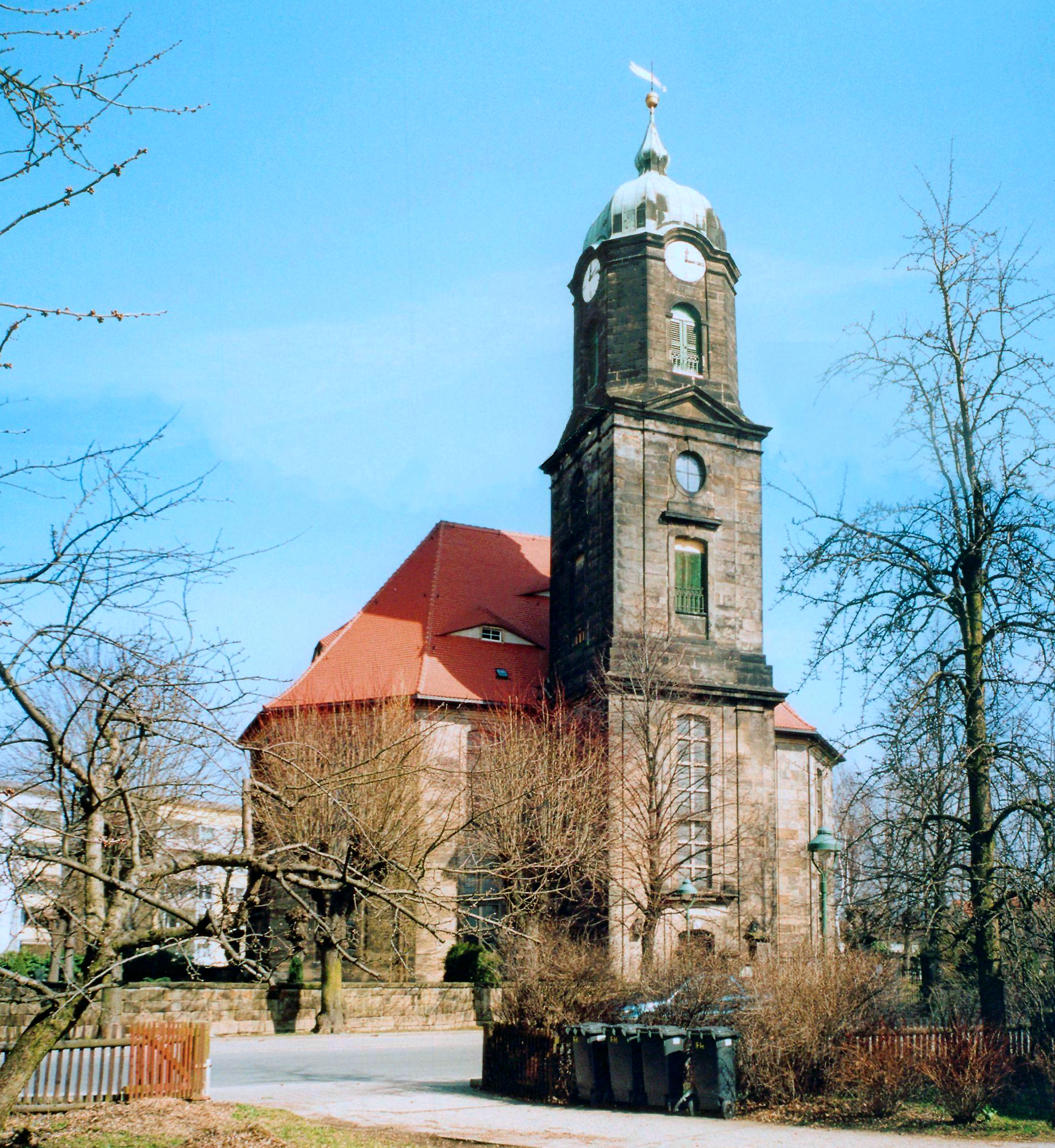
Dorfkirche Lohmen (Sachsen)

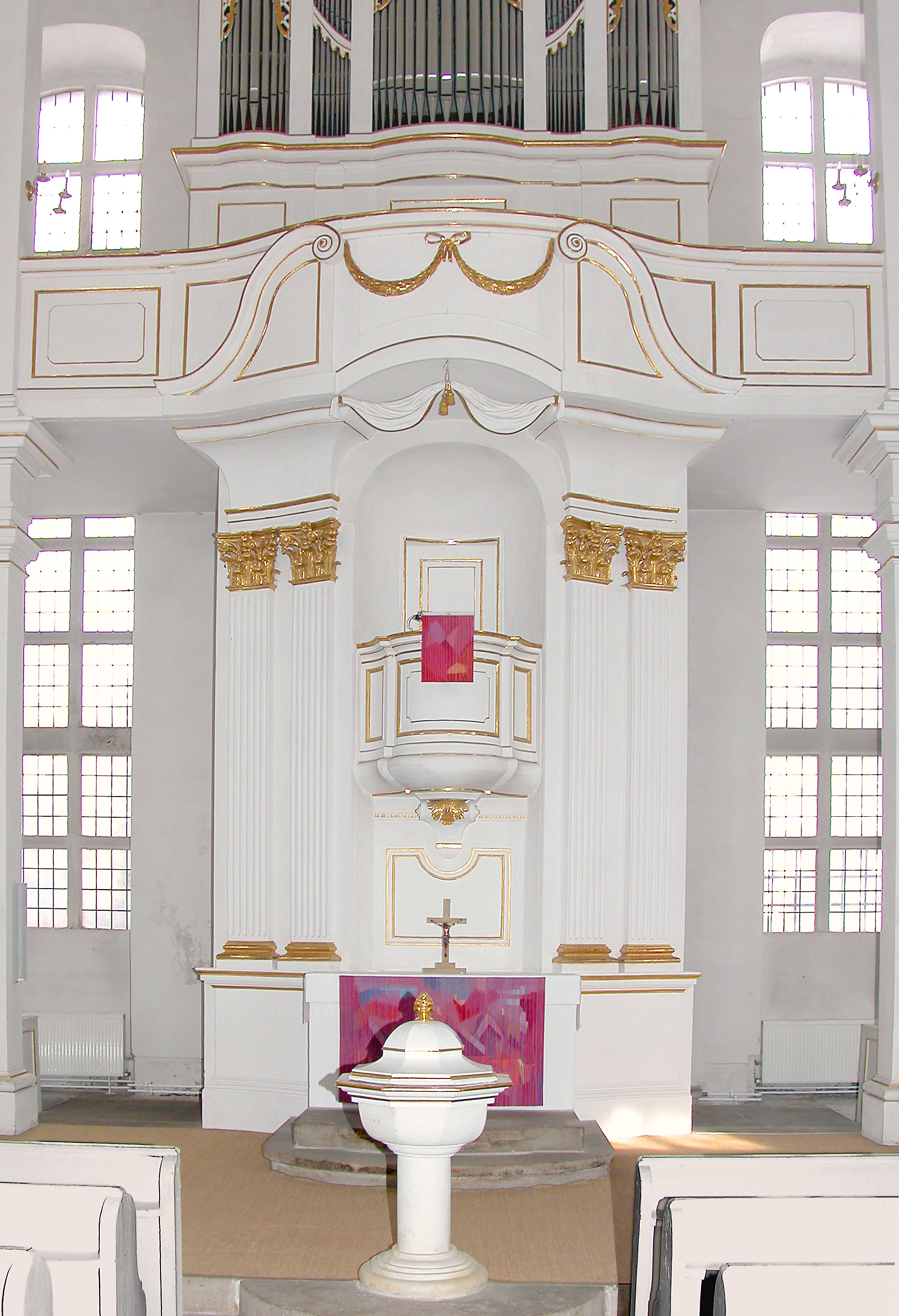
Kanzelaltar

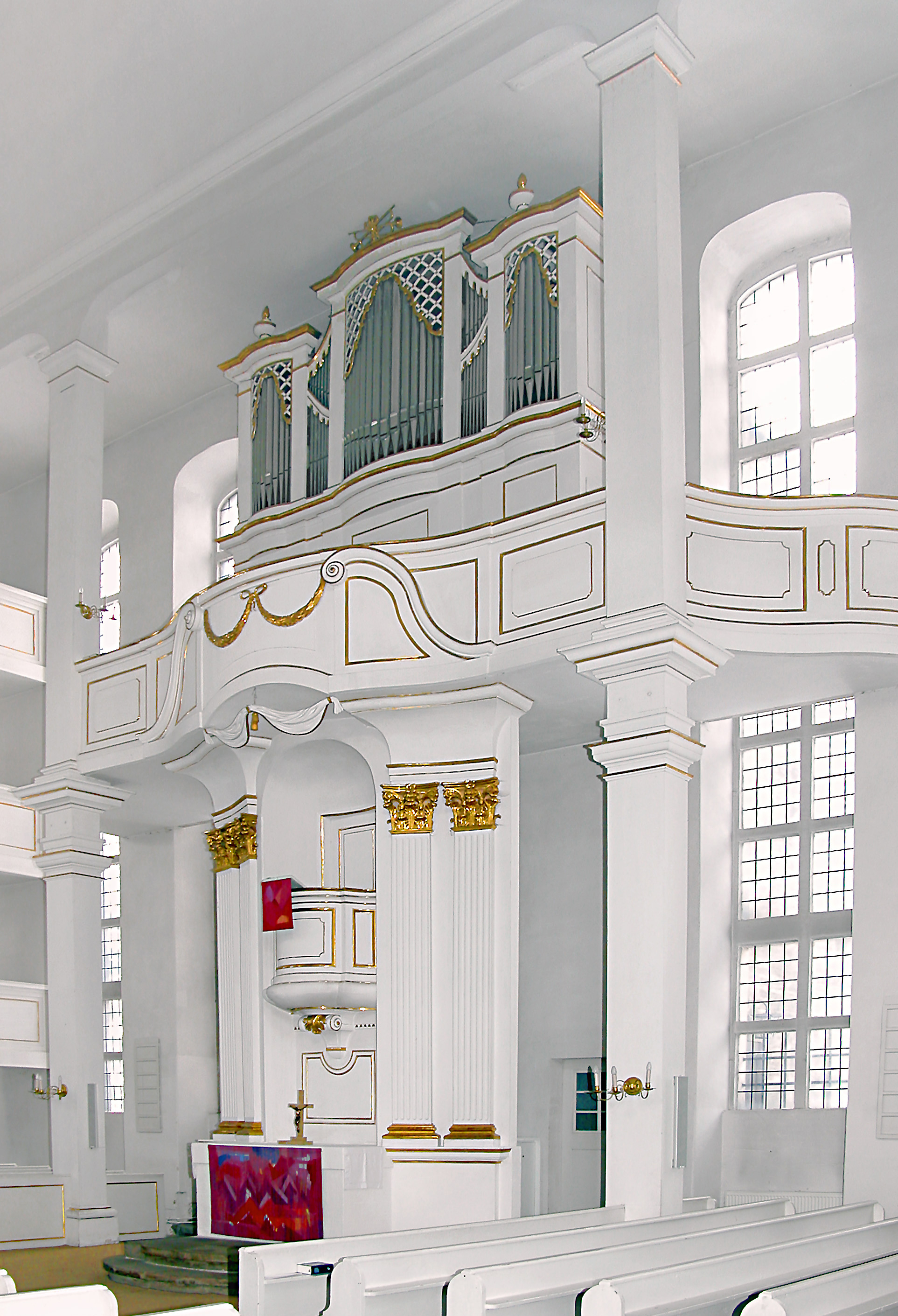
Kanzelaltar mit Orgel

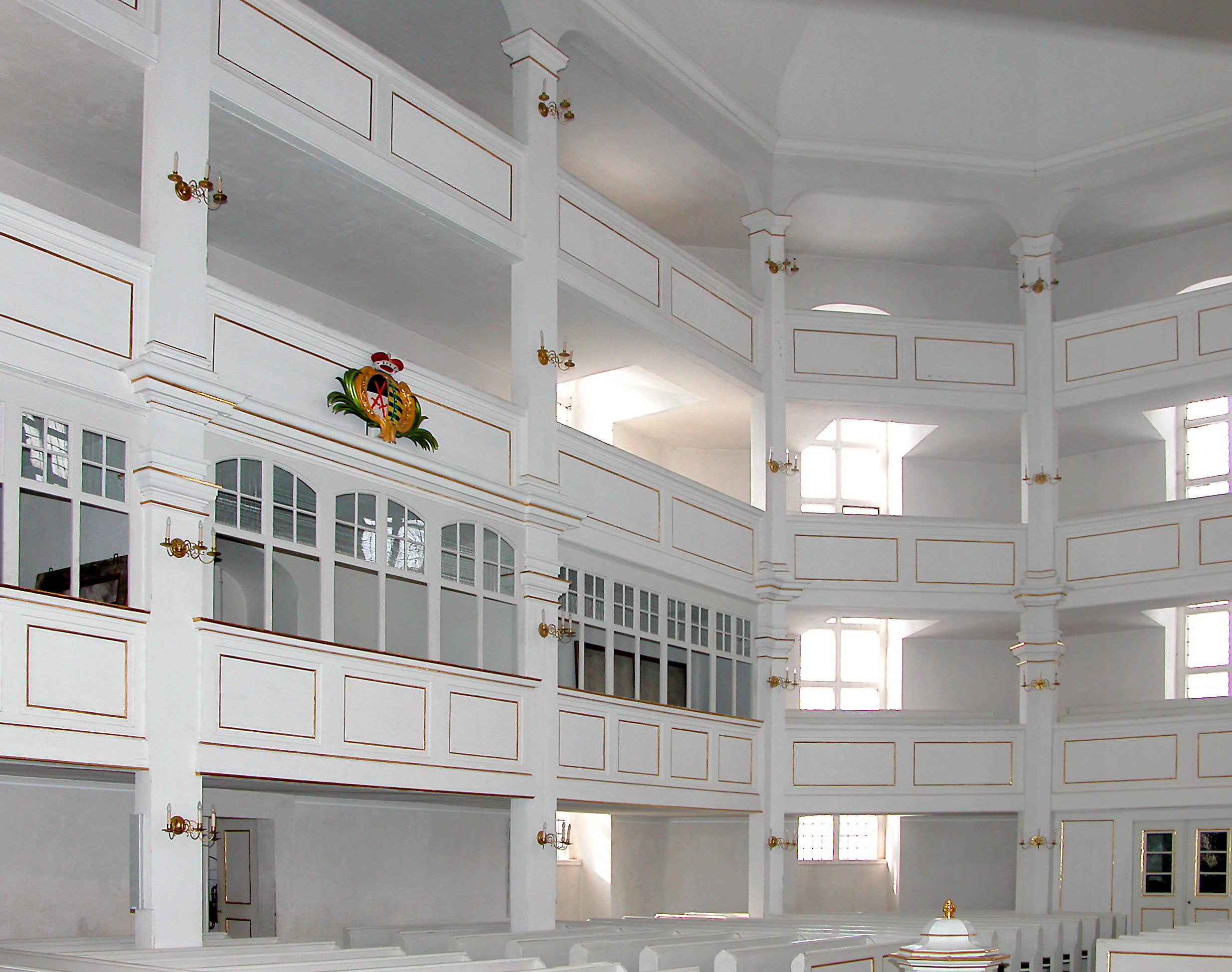
Emporen

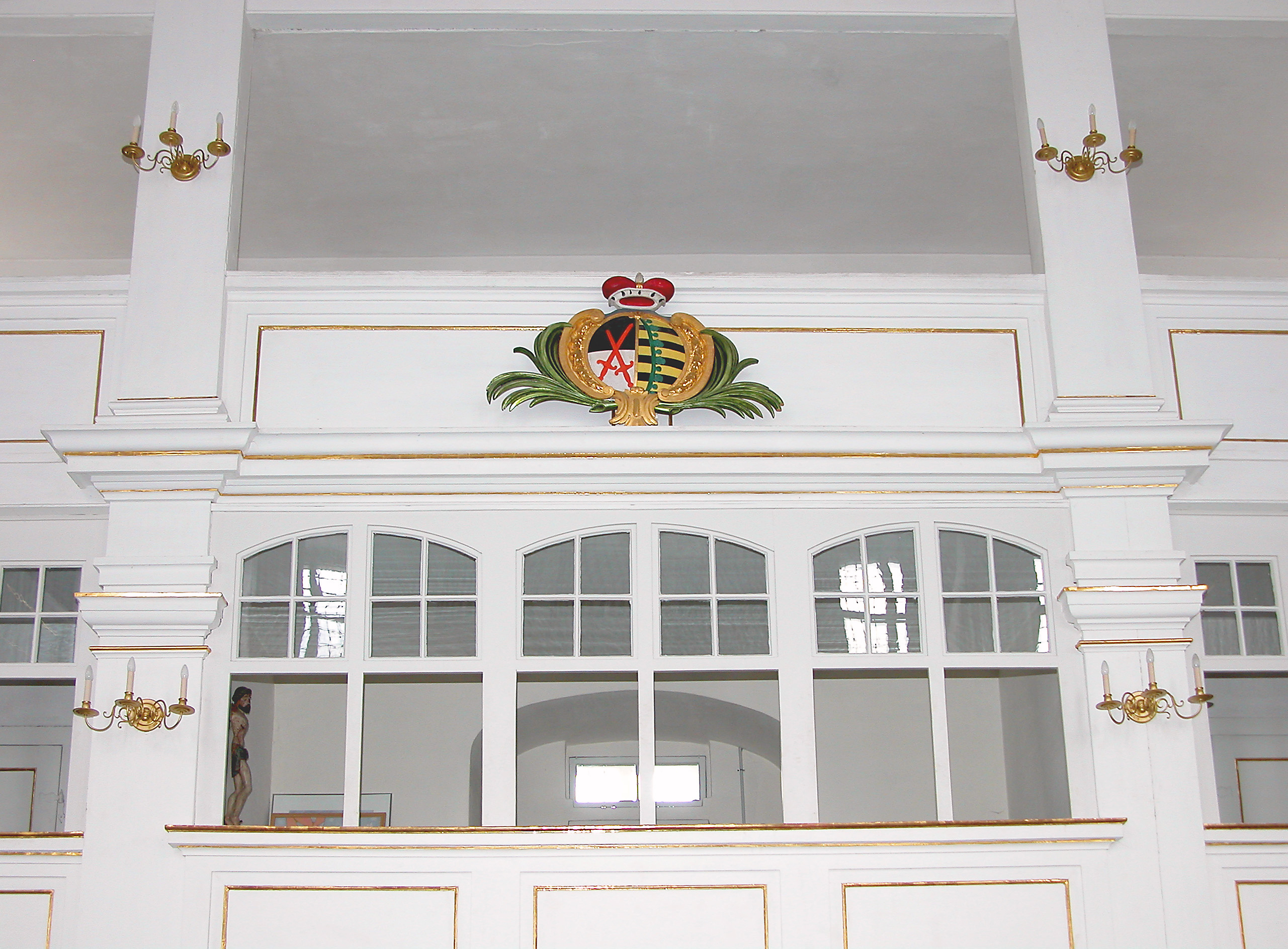
Patronatsloge

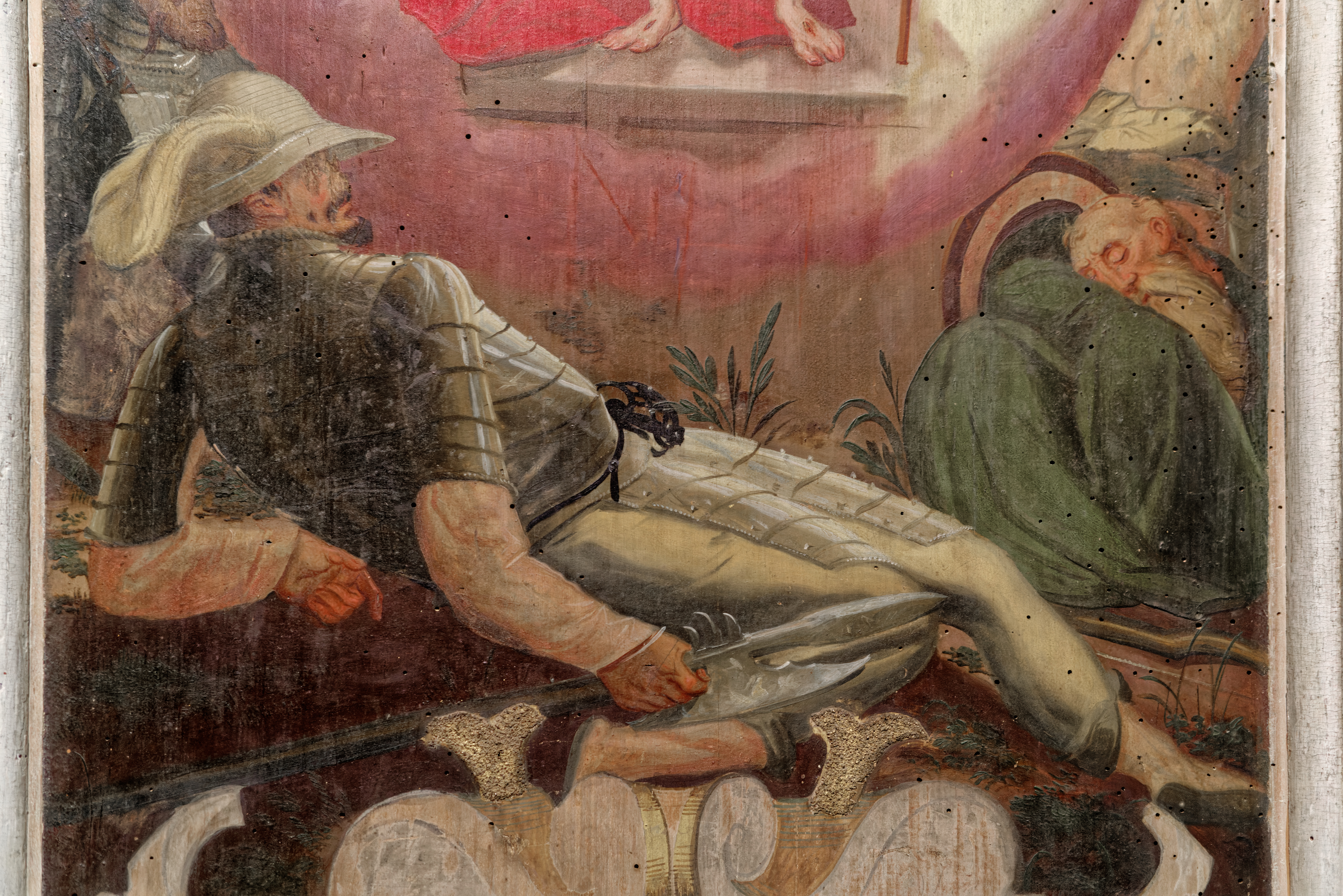
Der Lohmer Altar wurde 1575 von Heinrich Göding gemalt und signiert

Die evangelische Dorfkirche Lohmen (auch: Philippuskirche) ist eine barocke Querkirche in Lohmen im Landkreis Sächsische Schweiz-Osterzgebirge in Sachsen. Sie gehört zur Philippuskirchgemeinde Lohmen im Kirchgemeindeverbund Oberelbe Pirna der Evangelisch-Lutherischen Landeskirche Sachsens. Die Kirche ist die größte Dorfkirche in der Sächsischen Schweiz und durch ihre gut erhaltene Orgel von Johann Christian Kayser bekannt, die noch ganz in der Tradition Gottfried Silbermanns steht.

## Geschichte

### Vorgängerbau
Die Vorgängerin der heutigen Kirche zu Lohmen entwickelte sich aus der Kapelle des Schlosses auf dem Areal vom Kammergut Lohmen. Sie entstand ungefähr 100 Meter westlich der heutigen Kirche. In ihr stand ein Altar aus Stein. Ihn schmückte das dreiflügeliges Altarbild von Heinrich Göding (siehe Ausstattung). Es trägt die Jahreszahl 1575. Dieses Bild ist heute noch vorhanden. Der Zustand der alten Kirche muss so baufällig gewesen sein, dass sich eine Erneuerung nicht mehr lohnte. Hinzu kam die steigende Bevölkerungszahl durch die Entwicklung der einheimischen Sandsteinindustrie. Dies ließ den Plan zum Bau einer neuen Kirche reifen.

### Kirchenneubau
Erste Verhandlungen zur Verwirklichung dieses Planes wurden 1781 geführt. Sie haben „nichts gefruchtet“. Der zuständige Superintendent Essenius starb, „ohne etwas weiteres bewerkstelligt zu haben“. Ein wesentlicher Grund für die Verhinderung des Baues waren die fehlenden finanziellen Mittel (trotz eines hierfür zweckgebundenen Klingelbeutels, „in aller Nachmittagspredigten, incl. auf Hochzeit-, Tauf- und Traueressen“). Durch Fürsprache des kursächsischen Hauptmanns und Kammerherrn Herrn von Carlowitz änderten sich die Bedingungen. Der Kurfürst stellte im Austausch mit einem Stück Kirchenland ein Stück des Hofgartens und 600 Thaler zum Bau einer neuen Kirche zur Verfügung. Am 17. Februar 1785 kam es zu dem „Entschluß“, den Maurermeister der Festung Königstein und des Rates zu Pirna Johann Daniel Kaiser und den Zimmermeister Christian Gotthelf Reuter aus Kreischa den Bau zu übertragen. Errichtet wurde die Kirche zwischen 1786 und 1789. Vorbild war die Kirche in Pretzschendorf. Die Einweihung fang am 1. November 1789 statt. Dabei sollen 5000 Menschen anwesend gewesen sein.

### Nach 1789
Bei einer ersten Restaurierung 1889 wurde die ursprüngliche, gold-weiße Ausmalung durch einen Eichenholzanstrich an den Emporen und durch kirchliche Sinnbilder an Decke, Hohlkehle, Altar und Kanzelaufbau ersetzt.
Bei der Sanierung 1952–1954 erhielt die Kirche ihr ursprüngliches Aussehen in Weiß-Gold zurück. 1986–1988 erfolgt eine dritte Innenrenovierung.

## Architektur
Die Kirche in Lohmen ist eine Querkirche, Altar und Orgel stehen übereinander in der Mitte einer Längsseite. An beiden Enden schließt der Bau polygonal (5/8). Der Werksteinbau ist durch hohe korbbogige Fenster und einen hohen dreigeschossigen Turm an der Südseite geprägt. Die beiden unteren Turmgeschosse sind quadratisch, das obere achteckig; die Wetterfahne trägt die Jahreszahl 1789. Im Turm ist das Eingangsportal angeordnet, das die gleiche Jahreszahl trägt. Auf der Nordseite ist die Sakristei angebaut.
Das Innere ist licht und großzügig als Emporenhalle mit umlaufenden, dreigeschossigen Holzemporen an der Ost-, Süd- und Westwand gestaltet. Entsprechend den protestantischen Anforderungen an einen Kirchenraum ist die Kirche mit zentralem Taufstein, Kanzelaltar und darüber liegender Altarorgel sowie einem auf diese Achse ausgerichtetem Gestühl ausgestattet. Ein Spiegelgewölbe schließt den Raum ab. Drei schlichte Patronatslogen sind auf der Südseite angeordnet. Das Mittelschiff hat eine Muldendecke. Die Decken der Seitenschiffe sind flach. Die Einteilung der Decke ist im Altarbereich durchgängig, obwohl die Orgelempore über dem Altar nicht mit den Gemeindeemporen verbunden ist.
Die Kirche verfügt über 835 Sitzplätze und ist damit die größte Dorfkirche in der Sächsischen Schweiz.

## Ausstattung
Die Ausstattung besteht aus einem Kanzelaltar in Form eines Portikus, dem Taufstein und der Orgel aus der Erbauungszeit 1788/1789. Der Corpus eines hölzernen Kruzifixes in der mittleren Loge stammt aus dem 17. Jahrhundert. Daneben sind drei Gemälde des alten Flügelaltars von Heinrich Göding (1531–1606) zu finden, bezeichnet mit der Jahreszahl 1575; die Mitteltafel zeigt eine Darstellung der Kreuzigung, die Flügel die Geburt und Auferstehung. Das Gemälde Christi Geburt ist von Karl Gottlob Schönherr, entstanden um 1890.
Eine Gedenktafel mit kannelierten Pilastern und Friedenstaube und der Inschrift: „Die Toten mahnen / 1944 – 1945“ ist an der westlichen Kirchhofmauer angebracht. Eine weitere Gedenktafel aus Sandstein von 1973 für den vielseitigen Theologen und Schriftsteller Carl Heinrich Nicolai ist auf dem Kirchhof zu finden.

## Orgel
Die Orgel ist ein Werk von Johann Christian Kayser aus dem Jahr 1789 mit 18 Registern auf zwei Manualen und Pedal. Im Jahr 1902 baute Johannes Jahn drei streichende Register an Stelle von Quinta 2 2⁄3′, Quinta 1 1⁄2′ und Sifflöt 1′ ein. Im Jahr 1938 wurden die entnommenen Register durch Alfred Schmeisser rekonstruiert und die originale Disposition wiederhergestellt. Die Orgel wurde in den Jahren 1964 und 2008 durch die Firma Eule Orgelbau Bautzen restauriert. Die Disposition lautet:
| I Hauptwerk CD–d3 |       |
| Bordun            | 16′   |
| Principal         | 8′    |
| Gedackt           | 8′    |
| Octava            | 4′    |
| Gedackt           | 4′    |
| Quinta            | 3′    |
| Octava            | 2′    |
| Cornet III ab c0  |       |
| Mixtur III        | 1 ⁄3′ |

| II Oberwerk CD–d3 |       |
| Rohrflöte         | 8′    |
| Principal         | 4′    |
| Rohrflöte         | 4′    |
| Octava            | 2′    |
| Quinta            | 1 ⁄2′ |
| Sifflöt           | 1′    |
| Schwebung         |       |

| Pedal CD–c1 |     |
| Subbaß      | 16′ |
| Octavbaß    | 8′  |
| Posaunenbaß | 16′ |

- Koppeln: II/I (Manualschiebekoppel), I/P
- Spielhilfen: Klingel

## Geläut
Das Geläut besteht aus drei Stahlgussglocken, der Glockenstuhl und die Glockenjoche sind aus Stahl gefertigt.
Im Folgenden eine Datenübersicht des Geläutes:
| Nr. | Gussdatum | Gießer                          | Material  | Durchmesser | Masse   | Schlagton |
| --- | --------- | ------------------------------- | --------- | ----------- | ------- | --------- |
| 1   | 1902      | Glockengießerei Bochumer Verein | Stahlguss | 1378 mm     | 1080 kg | e′        |
| 2   | 1902      | Glockengießerei Bochumer Verein | Stahlguss | 1170 mm     | 700 kg  | d′        |
| 3   | 1902      | Glockengießerei Bochumer Verein | Stahlguss | 915 mm      | 340 kg  | h′        |